# Zoltán Takács
Zoltán Takács (ur. 26 listopada 1983 roku w Budapeszcie) – węgierski piłkarz, grający na pozycji obrońcy. Obecnie reprezentuje barwy klubu Újpest FC.

## Kariera klubowa
Takács spędził pierwsze cztery i pół roku swojej kariery w Honvédzie Budapeszt, gdzie grał w NB I, (z wyjątkiem sezonu 2003/04, kiedy to Honvéd grał w NB II). W NB I zagrał w 72 meczach i zdobył 5 goli.
W sezonie 2003/04 Honvéd dotarł do finału Pucharu Węgier, w którym przegrał 1:3 z Ferencvárosi TC. Dzięki temu Honvéd zagrał w Pucharze UEFA, w którym wyeliminował MIKA Asztarak, ale następnie po serii rzutów karnych odpadł z Amiką Wronki.
W 2006 roku w Honvédzie Aldo Dolcetti został zastąpiony przez Attilę Supka. Supka pozbył się Takácsa i ten na zasadzie wolnego transferu przeszedł do Debreceni VSC, gdzie grał półtora sezonu. Potem przeszedł do włoskiego SPAL 1907, gdzie grał wiosną 2009 roku. Latem tego samego roku wrócił na Węgry, gdzie zatrudnił go Újpest FC.

## Kariera reprezentacyjna
Takács zagrał osiem meczów w reprezentacji Węgier U-21. 18 grudnia 2005 roku wszedł w 87 minucie meczu reprezentacji Węgier przeciwko Antigui i Barbudzie; był to jego jedyny występ w reprezentacji seniorów.

## Sukcesy
- 2007: mistrzostwo Węgier
- 2008: Puchar Węgier